# Woodiphora dilacuna
Woodiphora dilacuna är en tvåvingeart som beskrevs av Liu 2001. Woodiphora dilacuna ingår i släktet Woodiphora och familjen puckelflugor. Inga underarter finns listade i Catalogue of Life.